# امانوئل برکو
امانوئل برکو (فرانسوی: Emmanuelle Bercot‎؛ زادهٔ ۶ نوامبر ۱۹۶۷) بازیگر، کارگردان و فیلم‌نامه‌نویس اهل فرانسه است. وی از سال ۱۹۹۱ میلادی تاکنون مشغول فعالیت بوده‌است.
سربلند  فیلم امانوئل برکو؛ فیلم افتتاحیه شصت و هشتمین دوره جشنواره فیلم کن در ماه مه ۲۰۱۵ بود. این برای نخستین بار در سی سال گذشته بود که جشنواره با فیلم یک کارگردان زن به طور رسمی آغاز به کار می‌کرد.
از فیلم‌ها یا برنامه‌های تلویزیونی که وی در آنها نقش داشته‌است می‌توان به سفر گروهی، کلمن، شاه من، دختران آفتاب و مراسم زن‌های دیوانه اشاره کرد.